# Amparo Dols
Amparo Dols Nacher (nascida a 25 de julho de 1968) é um ex-atleta de taekwondo espanhola. Ela conquistou a medalha de bronze nos Jogos Olímpicos de Verão de 1988, onde o taekwondo foi um desporte de demonstração, no peso pena. No Campeonato Europeu de Taekwondo de 1988 ela ganhou a medalha de bronze na categoria -55 kg.